# Dasychira montana
Dasychira montana är en fjärilsart som beskrevs av Beutelspacher 1903. Dasychira montana ingår i släktet Dasychira och familjen tofsspinnare. Inga underarter finns listade i Catalogue of Life.